# Australia 31 - 0 Samoa Americana
El partido de fútbol celebrado el miércoles 11 de abril de 2002 entre las selecciones de Australia y Samoa Americana, que concluyó con un resultado de 31-0 a favor de los australianos, es la mayor victoria de una selección internacional de fútbol en partido oficial, así como la mayor goleada de la historia de los procesos clasificatorios para la Copa Mundial de Fútbol. El encuentro tuvo lugar en el International Sports Stadium de Coffs Harbour (Australia), y formó parte de la clasificación de la OFC para la Copa Mundial de Fútbol de 2002. Además de conseguirse el triunfo más amplio en un partido de selecciones hasta la fecha, el delantero australiano Archie Thompson batió el récord de más goles anotados en un solo encuentro (13 tantos).
El abultado resultado motivó un debate sobre el sistema de clasificación en Oceanía y la situación de las selecciones de Australia y Nueva Zelanda, con futbolistas profesionales y un nivel muy superior al de sus rivales. La FIFA aprobó el traslado de Australia a la Confederación Asiática de Fútbol en 2005.
La plusmarca fue superada el 5 de julio de 2006, después de que la selección sub-23 de Micronesia cayera ante Fiyi por 38-0, y dos días después volviese a perder 46-0 ante Vanuatu. Sin embargo, la FIFA no considera ambos resultados como oficiales porque Micronesia no está afiliada a la Confederación de Oceanía.

## Historia

### Antecedentes
Desde la fase de clasificación para la Copa Mundial de Fútbol de 1986, la FIFA había organizado una clasificación previa para los equipos de la Confederación de Fútbol de Oceanía. Anteriormente los equipos de Oceanía tenían que jugar en las fases de Asia, por lo que este sistema pretendía que los países oceánicos tuviesen más opciones. Sin embargo, desde su introducción ninguna selección de Oceanía se había clasificado para un Mundial, ya que el campeón del continente debía disputar un partido final frente a una selección de la Confederación Sudamericana de Fútbol (Conmebol). El último representante de ese continente fue Nueva Zelanda en el Mundial de España 1982.
En la fase clasificatoria para el Mundial de 2002 participaron diez países de Oceanía, divididos en dos grupos. Después, los campeones de cada grupo se enfrentaban en un partido a ida y vuelta, y el vencedor se disputaba la plaza para el Mundial frente al quinto clasificado de la Conmebol. Australia quedó encuadrada en el Grupo 1 con las selecciones de Samoa, Fiyi, Tonga y Samoa Americana, esta última debutante en la competición.
El nivel de Australia era muy superior al de sus rivales, ya que ningún país de la conferencia excepto Nueva Zelanda contaba con futbolistas profesionales. En aquella época, ninguna competencia de Oceanía era homologable a los torneos de Europa o Asia, si bien había australianos que jugaban en esos continentes. Además, ninguno de los rivales del grupo tenía un campo de fútbol apto para competiciones internacionales, por lo que todos los partidos se jugaron en el International Sports Stadium de Coffs Harbour (Nueva Gales del Sur, Australia).
En abril de 2001, la selección australiana estaba en el puesto 75 de la clasificación mundial de la FIFA, mientras que Samoa Americana ocupaba el 203 como peor combinado nacional. Australia había derrotado dos días antes a Tonga por 22-0, en lo que hasta esa fecha era la victoria con más goles en la historia de la Copa Mundial. Por su parte, los samoamericanos habían sido goleados por Fiyi (13-0) y Samoa (8-0).

### Día del partido
Australia convocó para los partidos frente a Tonga y Samoa Americana a jugadores con poca experiencia en la selección nacional, evitando así conflictos con los clubes profesionales europeos. El Leeds United inglés puso objeciones a la convocatoria de Mark Viduka y Harry Kewell, finalmente ausentes. Y entre los que sí pudieron asistir, el seleccionador nacional Frank Farina preparó el juego ante Samoa Americana con sus hombres menos habituales. De este modo, los delanteros John Aloisi y Damian Mori, que habían anotado 10 tantos en la goleada de su país contra Tonga dos días antes, no jugaron pese a estar convocados.

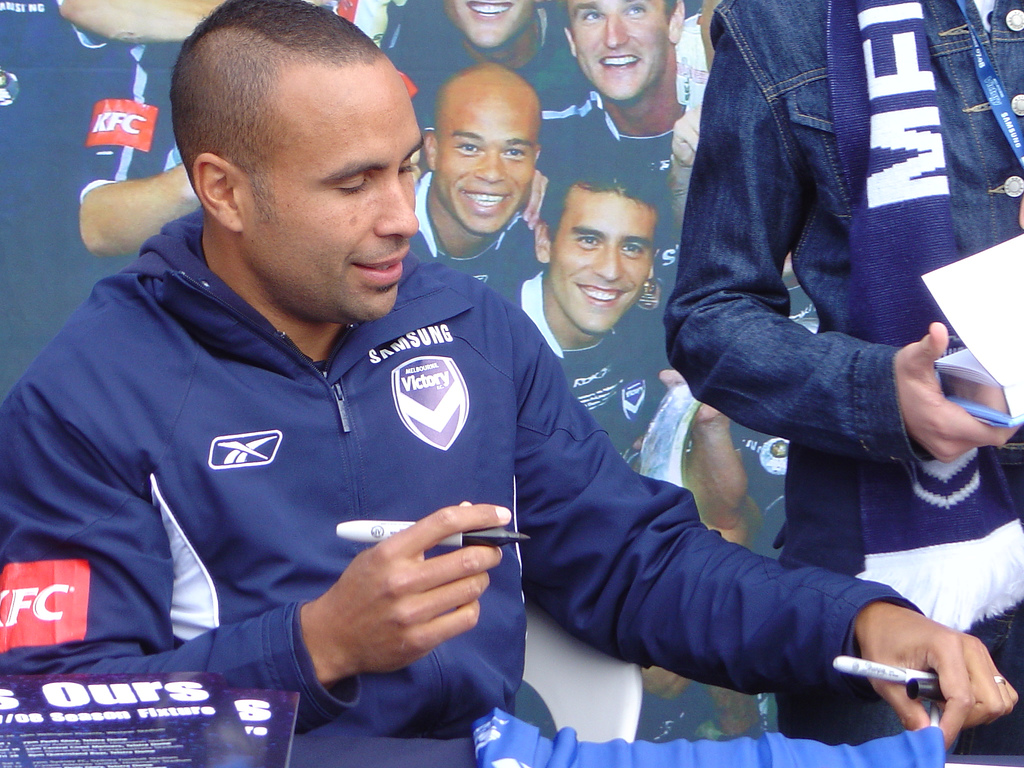
Archie Thompson fue el máximo goleador del partido con 13 tantos.

Por su parte, Samoa Americana había tenido muchas dificultades para configurar el plantel. Varios de sus miembros no habían nacido en el país y tuvieron problemas a la hora de tramitar los pasaportes, por lo que sólo uno de sus 20 jugadores habituales, el portero Nicky Salapu, pudo viajar a Coffs Harbour. Además, no se pudo seleccionar a los jugadores sub-20 porque la mayoría tenían exámenes en las fechas previas al partido. Finalmente, la selección convocó a jugadores juveniles, incluyendo a tres futbolistas de 15 años, para formar un combinado nacional con una media de edad de 18 años.
En la primera parte, los jugadores de Samoa Americana aguantaron 10 minutos con la portería imbatida gracias a las paradas de Salapu, hasta que Con Boutsianis hizo el 1-0 en un saque de esquina. El delantero Archie Thompson anotó su primer tanto en el minuto 12, mientras que su compañero David Zdrilic hizo lo propio un minuto después. A los 20 minutos de partido Samoa Americana perdía ya por 6-0, mientras que Zdrilic había conseguido un hat trick en el minuto 25 del partido. Al término de la primera parte, Australia vencía por 16-0 con Thompson, con ocho goles, como el jugador más destacado.
En la segunda mitad, Boutsianis estrenó el marcador en el minuto 50 y completaría una tripleta a cinco minutos del final. Thompson y Zdrilic continuaron en el campo hasta el final del partido, para terminar con trece y ocho goles anotados, respectivamente. El resto de jugadores que anotaron fueron Tony Popovic, Aurelio Vidmar y Simon Colosimo (dos goles) y Fausto De Amicis (un gol). Samoa Americana no disparó a puerta hasta el minuto 86, cuando Pati Feagiai efectuó un remate que fue detenido sin problemas por el guardameta Michael Petkovic.
Al término del partido, hubo confusión con el resultado final. En el marcador del estadio figuró un 32-0 y algunos periodistas perdieron la cuenta al atribuir a Archie Thompson catorce goles, uno más de los que había anotado. Sin embargo, en las actas oficiales se revisó el resultado por el 31-0 final, que es el tanteo considerado por la FIFA como oficial.

### Resto de la fase de clasificación
Después del encuentro, Australia afrontó el resto de la fase de clasificación en Oceanía con relativa tranquilidad, tras ganar 2-0 a Fiyi y 11-0 a Samoa. Terminaría la primera ronda con 66 goles anotados a favor y ninguno en contra. Después derrotaría en los dos partidos finales a Nueva Zelanda, líder del segundo grupo, y se jugó su plaza para la Copa Mundial de 2002 contra Uruguay, el quinto mejor clasificado de la Confederación Sudamericana de Fútbol. Aunque Australia ganó en la ida por 1-0, los uruguayos remontaron en Montevideo con un claro 3-0, que dejaba a Oceanía sin representación.
Por su parte, Samoa Americana perdió el último partido de la primera fase frente a Tonga por 0-5, último clasificado sin ninguna victoria. En toda la ronda admitieron 57 goles y no anotaron un solo gol.
| Equipo          | Pts | PJ | PG | PE | PP | GF | GC |
| --------------- | --- | -- | -- | -- | -- | -- | -- |
| Australia       | 12  | 4  | 4  | 0  | 0  | 66 | 0  |
| Fiyi            | 9   | 4  | 3  | 0  | 1  | 27 | 4  |
| Tonga           | 6   | 4  | 2  | 0  | 2  | 7  | 30 |
| Samoa           | 3   | 4  | 1  | 0  | 3  | 9  | 18 |
| Samoa Americana | 0   | 4  | 0  | 0  | 4  | 0  | 57 |

## Ficha del partido
| 1          | POR        | Michael Petkovic |     |
| 2          | DEF        | Kevin Muscat     |     |
| 3          | DEF        | Craig Moore      |     |
| 4          | DEF        | Tony Popovic     | 45' |
| 5          | DEF        | Tony Vidmar      | 45' |
| 7          | MED        | Aurelio Vidmar   |     |
| 11         | MED        | David Zdrilic    |     |
| 12         | MED        | Steve Horvat     |     |
| 13         | MED        | Con Boutsianis   |     |
| 14         | DEL        | Simon Colosimo   |     |
| 20         | DEL        | Archie Thompson  |     |
| Entrenador | Entrenador | Frank Farina     |     |

| 1          | POR        | Nicky Salapu    |     |
| 4          | DEF        | Lisi Leututu    | 50' |
| 5          | DEF        | Soe Falimaua    |     |
| 7          | DEF        | Lavalu Fatu     |     |
| 8          | DEF        | Sulifou Faaloua |     |
| 9          | MED        | Travis Sinapati |     |
| 13         | MED        | Sam Mulipola    |     |
| 15         | MED        | Pati Feagiai    |     |
| 16         | MED        | Ben Falaniko    | 84' |
| 18         | DEL        | Tiaoali Savea   |     |
| 20         | DEL        | Young Im Min    |     |
| Entrenador | Entrenador | Tunoa Lui       |     |

| 15 | DEF | Fausto de Amicis | 45' |
| 17 | MED | Scott Miller     | 45' |

| 19 | DEL | Richard Mariko | 50' |
| 17 | MED | Darrell Ioane  | 84' |

|  | 10' | Con Boutsianis   | 0-1  |
|  | 12' | Archie Thompson  | 0-2  |
|  | 13' | David Zdrilic    | 0-3  |
|  | 14' | Aurelio Vidmar   | 0-4  |
|  | 17' | Tony Popovic     | 0-5  |
|  | 19' | Tony Popovic     | 0-6  |
|  | 21' | David Zdrilic    | 0-7  |
|  | 23' | Archie Thompson  | 0-8  |
|  | 25' | David Zdrilic    | 0-9  |
|  | 27' | Archie Thompson  | 0-10 |
|  | 29' | Archie Thompson  | 0-11 |
|  | 32' | Archie Thompson  | 0-12 |
|  | 33' | David Zdrilic    | 0-13 |
|  | 37' | Archie Thompson  | 0-14 |
|  | 42' | Archie Thompson  | 0-15 |
|  | 45' | Archie Thompson  | 0-16 |
|  | 50' | Con Boutsianis   | 0-17 |
|  | 51' | Simon Colosimo   | 0-18 |
|  | 55' | Fausto De Amicis | 0-19 |
|  | 56' | Archie Thompson  | 0-20 |
|  | 58' | David Zdrilic    | 0-21 |
|  | 60' | Archie Thompson  | 0-22 |
|  | 65' | Archie Thompson  | 0-23 |
|  | 66' | David Zdrilic    | 0-24 |
|  | 78' | David Zdrilic    | 0-25 |
|  | 80' | Aurelio Vidmar   | 0-26 |
|  | 81' | Simon Colosimo   | 0-27 |
|  | 84' | Con Boutsianis   | 0-28 |
|  | 85' | Archie Thompson  | 0-29 |
|  | 88' | Archie Thompson  | 0-30 |
|  | 89' | David Zdrilic    | 0-31 |

| Sin amonestaciones |

| Sin amonestaciones |

| Árbitro        | Ronan Leaustic |
| Asistentes     | Sau David      |
| Asistentes     | Michel Angot   |
| Cuarto árbitro | Rugg Derek     |

| 1          | POR        | Michael Petkovic |     |
| 2          | DEF        | Kevin Muscat     |     |
| 3          | DEF        | Craig Moore      |     |
| 4          | DEF        | Tony Popovic     | 45' |
| 5          | DEF        | Tony Vidmar      | 45' |
| 7          | MED        | Aurelio Vidmar   |     |
| 11         | MED        | David Zdrilic    |     |
| 12         | MED        | Steve Horvat     |     |
| 13         | MED        | Con Boutsianis   |     |
| 14         | DEL        | Simon Colosimo   |     |
| 20         | DEL        | Archie Thompson  |     |
| Entrenador | Entrenador | Frank Farina     |     |

| 1          | POR        | Nicky Salapu    |     |
| 4          | DEF        | Lisi Leututu    | 50' |
| 5          | DEF        | Soe Falimaua    |     |
| 7          | DEF        | Lavalu Fatu     |     |
| 8          | DEF        | Sulifou Faaloua |     |
| 9          | MED        | Travis Sinapati |     |
| 13         | MED        | Sam Mulipola    |     |
| 15         | MED        | Pati Feagiai    |     |
| 16         | MED        | Ben Falaniko    | 84' |
| 18         | DEL        | Tiaoali Savea   |     |
| 20         | DEL        | Young Im Min    |     |
| Entrenador | Entrenador | Tunoa Lui       |     |

| 15 | DEF | Fausto de Amicis | 45' |
| 17 | MED | Scott Miller     | 45' |

| 19 | DEL | Richard Mariko | 50' |
| 17 | MED | Darrell Ioane  | 84' |

|  | 10' | Con Boutsianis   | 0-1  |
|  | 12' | Archie Thompson  | 0-2  |
|  | 13' | David Zdrilic    | 0-3  |
|  | 14' | Aurelio Vidmar   | 0-4  |
|  | 17' | Tony Popovic     | 0-5  |
|  | 19' | Tony Popovic     | 0-6  |
|  | 21' | David Zdrilic    | 0-7  |
|  | 23' | Archie Thompson  | 0-8  |
|  | 25' | David Zdrilic    | 0-9  |
|  | 27' | Archie Thompson  | 0-10 |
|  | 29' | Archie Thompson  | 0-11 |
|  | 32' | Archie Thompson  | 0-12 |
|  | 33' | David Zdrilic    | 0-13 |
|  | 37' | Archie Thompson  | 0-14 |
|  | 42' | Archie Thompson  | 0-15 |
|  | 45' | Archie Thompson  | 0-16 |
|  | 50' | Con Boutsianis   | 0-17 |
|  | 51' | Simon Colosimo   | 0-18 |
|  | 55' | Fausto De Amicis | 0-19 |
|  | 56' | Archie Thompson  | 0-20 |
|  | 58' | David Zdrilic    | 0-21 |
|  | 60' | Archie Thompson  | 0-22 |
|  | 65' | Archie Thompson  | 0-23 |
|  | 66' | David Zdrilic    | 0-24 |
|  | 78' | David Zdrilic    | 0-25 |
|  | 80' | Aurelio Vidmar   | 0-26 |
|  | 81' | Simon Colosimo   | 0-27 |
|  | 84' | Con Boutsianis   | 0-28 |
|  | 85' | Archie Thompson  | 0-29 |
|  | 88' | Archie Thompson  | 0-30 |
|  | 89' | David Zdrilic    | 0-31 |

| Sin amonestaciones |

| Sin amonestaciones |

| Árbitro        | Ronan Leaustic |
| Asistentes     | Sau David      |
| Asistentes     | Michel Angot   |
| Cuarto árbitro | Rugg Derek     |

## Repercusión y reacciones

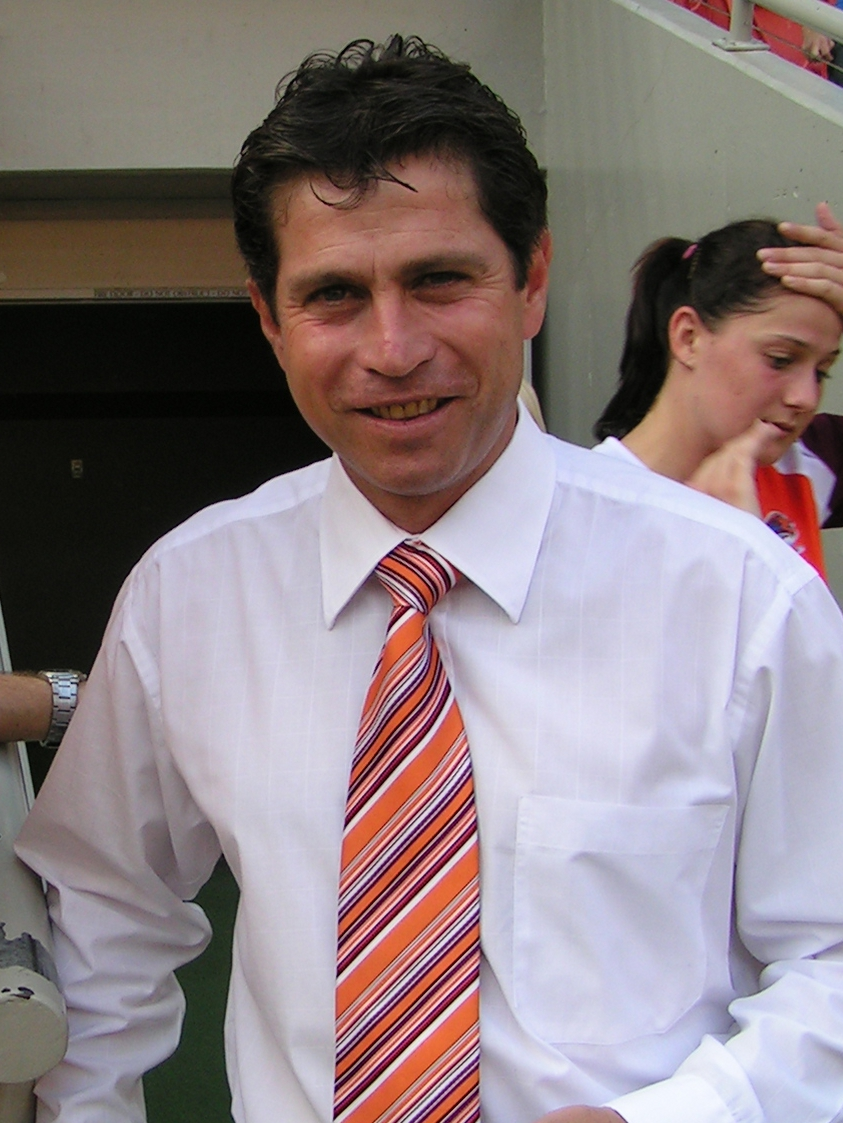
El seleccionador Frank Farina criticó el formato de clasificación de Oceanía al término del partido.

Al término del partido, el seleccionador australiano Frank Farina se quejó del formato de clasificación para Oceanía y criticó el hecho de que Australia y Nueva Zelanda, con competiciones de fútbol profesionalizadas, tuvieran que jugar su pase al Mundial contra selecciones amateur. En el mismo sentido, el máximo goleador Archie Thompson se mostró feliz por superar el récord de mayor anotación pero compartió las palabras de su entrenador. Meses después, la Federación de Fútbol de Australia solicitó su incorporación a la Confederación Asiática de Fútbol (AFC) para mejorar su competitividad en torneos internacionales.
El presidente de la Confederación de Fútbol de Oceanía (OFC), Basil Scarsella, se opuso a las críticas y defendió que los equipos de países pequeños tenían derecho a medirse contra Australia y Nueva Zelanda desde la primera ronda. Sin embargo, el bajo nivel de juego mostrado por varias selecciones oceánicas llevó a la FIFA a aprobar el ingreso de Australia en la AFC.
La OFC introdujo en 2006 una fase previa para los países oceánicos con menor nivel, que sirvió para reducir el número de goleadas en ediciones posteriores. Desde la Copa Mundial de 2010, Australia se juega su clasificación en los grupos asiáticos.

## Plusmarcas
La victoria de Australia sobre Samoa Americana por 31 goles está reconocida por la FIFA y el Libro Guinness de los récords como la victoria más abultada en un partido de fútbol oficial entre selecciones. El anterior récord también pertenecía a Australia, que había ganado a Tonga dos días antes por 22-0. Se superó también una marca obtenida en los Juegos del Pacífico de 1971, cuando Tahití derrotó 30-0 a Islas Cook.
En cuanto a plusmarcas individuales, el delantero australiano Archie Thompson, que hasta ese momento sólo había jugado dos partidos internacionales, marcó 13 goles y logró el récord de anotación en un partido internacional. Thompson superó de este modo la anterior marca de 10 goles, establecida por Sophus Nielsen (Dinamarca) y Gottfried Fuchs (Alemania) en los Juegos Olímpicos de Londres 1908 y Estocolmo 1912, respectivamente. Además, igualó la de mayor anotación en un partido oficial, cuando el atacante escocés John Petrie marcó 13 goles en una victoria del Arbroath F.C. por 36-0 sobre el Bon Accord en la Copa de Escocia de 1885.